# Paweł Hajduk
Paweł Hajduk (ur. 27 kwietnia 1896 w Borkach Nizińskich, zm. wiosną 1940 w Charkowie) – major piechoty Wojska Polskiego, ofiara zbrodni katyńskiej.

## Życiorys
Paweł Hajduk urodził się w rodzinie Andrzeja i Katarzyny z domu Krępa.
Przed wybuchem I wojny światowej należał do Związku Strzeleckiego. W czasie wojny służył w cesarsko-królewskiej Obronie Krajowej, gdzie ukończył szkołę oficerską. 1 października 1917 roku został mianowany chorążym rezerwy. Jego oddziałem macierzystym był pułk strzelców nr 17. Walczył na froncie zachodnim i w Albanii, był ranny.
W 1918 roku wstąpił na ochotnika Wojska Polskiego. Początkowo do Legii Oficerskiej w Krakowie, z którą brał udział w walkach o Przemyśl i Lwów. Następnie został przydzielony do 8 pułku piechoty Legionów, w którego szeregach walczył w wojnie polsko-bolszewickiej oraz został ranny pod Denisowem. Po powrocie z leczenia został skierowany do 7 pułku piechoty Legionów, gdzie w 1920 roku był dowódcą kompanii.
Po zakończeniu działań wojennych pozostał w wojsku i został zweryfikowany do stopnia kapitana ze starszeństwem z dniem 1 czerwca 1919 roku. Do 1927 roku służył w 7 pułku. W 1927 roku został przeniesiony do KOP. 18 lutego 1928 roku awansował do stopnia majora ze starszeństwem z dniem 1 stycznia 1928 roku i 124. lokatą w korpusie oficerów piechoty. Był dowódcą batalionu KOP „Snów”. 26 marca 1931 roku został przeniesiony z KOP do 72 pułku piechoty w Radomiu na stanowisko dowódcy batalionu. W 1939 roku pełnił służbę w Komendzie Rejonu Uzupełnień Łomża na stanowisku komendanta rejonu uzupełnień.

W czasie kampanii wrześniowej 1939 roku – po agresji ZSRR na Polskę – wzięty do niewoli sowieckiej i przewieziony do obozu w  Starobielsku. Wiosną 1940 roku został zamordowany przez funkcjonariuszy NKWD w Charkowie i pogrzebany potajemnie w bezimiennej mogile zbiorowej w Piatichatkach, gdzie od 17 czerwca 2000 roku mieści się oficjalnie Cmentarz Ofiar Totalitaryzmu w Charkowie. Figuruje na Liście Starobielskiej NKWD, pod poz. 3509.
5 października 2007 roku minister obrony narodowej Aleksander Szczygło mianował go pośmiertnie na stopień podpułkownika. Awans został ogłoszony 9 listopada 2007 roku w Warszawie, w trakcie uroczystości „Katyń Pamiętamy – Uczcijmy Pamięć Bohaterów”.

## Ordery i odznaczenia
- Krzyż Srebrny Orderu Wojskowego Virtuti Militari nr 510 (1921)[13]
- Krzyż Walecznych[14]
- Złoty Krzyż Zasługi (10 listopada 1928)[15]
- Medal Pamiątkowy za Wojnę 1918–1921[14]
- Medal Dziesięciolecia Odzyskanej Niepodległości[14]
- Odznaka za Rany i Kontuzje[14]
- Państwowa Odznaka Sportowa[14]
- Medal 10 Rocznicy Wojny Niepodległościowej (Łotwa)[16]